# ファースト・スコットレール

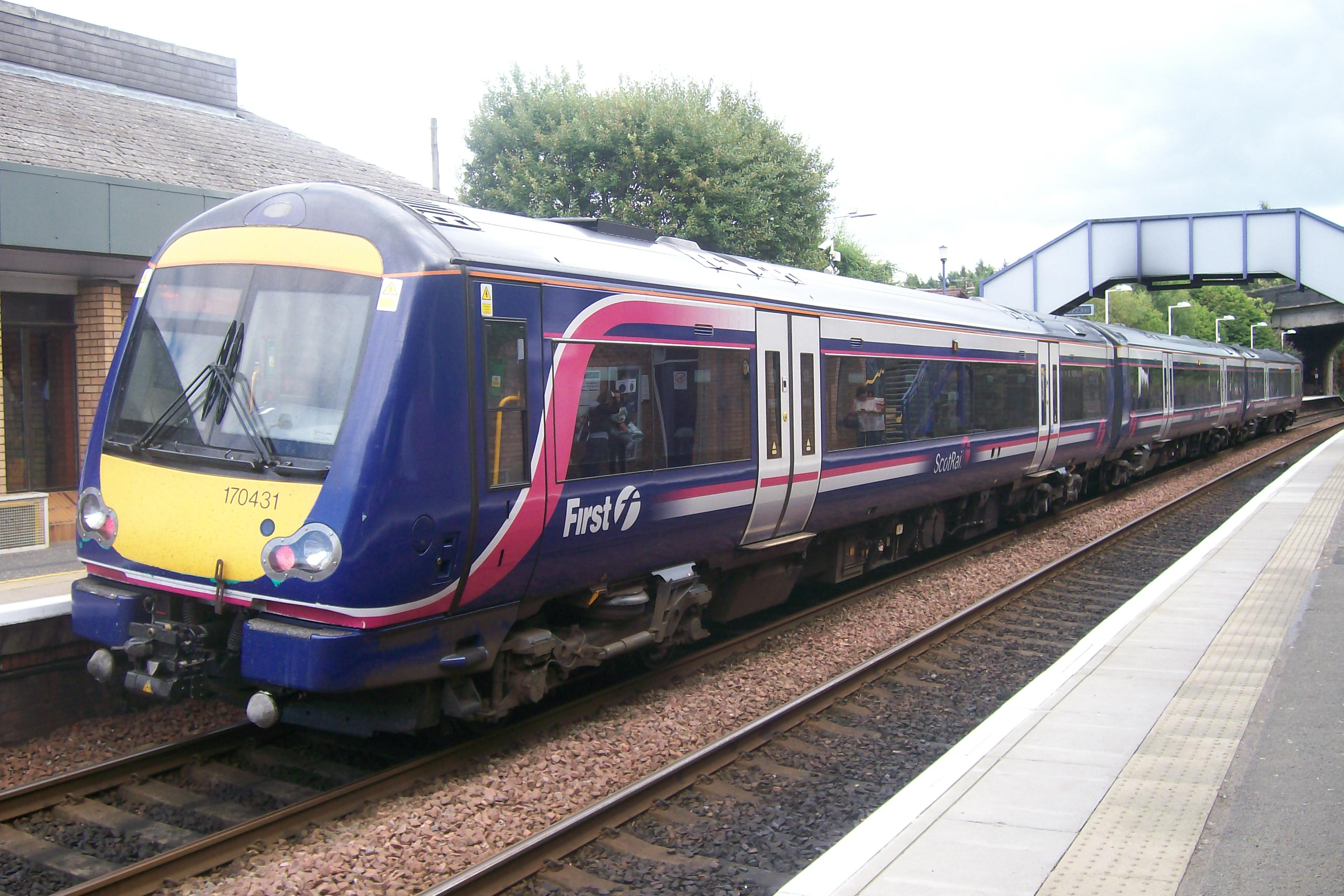
170系気動車（2009年）

ファースト・スコットレール（First ScotRail）は、2004年から2015年までイギリスのスコットランドで列車運行を行っていた列車運行会社である。エディンバラ・グラスゴーを中心にスコットランド内全域をカバーする路線、ならびにスコットランド各地とロンドン・ユーストン駅を結ぶ寝台列車カレドニアン・スリーパーを運行していた。
バス・鉄道最大手のファーストグループの傘下で、2004年10月17日に営業権と経営をイギリス国鉄民営化後からの運営会社であったナショナル・エクスプレス社(National Express Group)より引き継いだ。
ファースト・スコットレールによる運行は2015年3月31日をもって終了し、営業権は翌4月1日よりアベリオ・スコットレールに移管された。カレドニアン・スリーパーは2015年3月31日よりサーコ（Sarco）グループの傘下による運行となっている。

## 主な路線
- ロンドン・ユーストン～エディンバラ、グラスゴー、アバディーン、インヴァネス、フォート・ウィリアム (カレドニアン・スリーパー)
- エディンバラ～グラスゴー
- エディンバラ/グラスゴー～インヴァネス
- エディンバラ/グラスゴー～アバディーン
- グラスゴー～フォート・ウィリアム～マレイグ
- インヴァネス～サーソー～ウィック
- インヴァネス～カイル・オブ・ロハルシュ